# Дем'яненко Наталія Миколаївна
Ната́лія Микола́ївна Дем'я́ненко (нар. 20 травня 1963 року, с. Кротенки) — педагог, доктор педагогічних наук (2000), професор (2002). Дочка Миколи й Алли Бойків.

## Біографічні дані
Народилася 20 травня 1963 року в с. Кротенки.
У 1986 році закінчила історичний факультет Харківського державного університету ім. О. М. Горького, отримала кваліфікацію «Історик. Викладач історії та суспільствознавства».
З 1986 по 1993 рік працювала в Полтавському педагогічному інституті ім. В. Г. Короленка на посадах асистента, старшого викладача і доцента. 
У 1991 році захистила дисертацію на здобуття наукового ступеня кандидата педагогічних наук (спеціальність — загальна педагогіка та історія педагогіки), доктора педагогічних наук у 1999 році (спеціальність — теорія і методика професійної освіти).
З 1994 по 2000 рік була завідувачем лабораторії педагогіки і психології вищої школи в Інституті педагогіки і психології професійної освіти та завідувачем відділу педагогіки і психології вищої освіти в Інституті вищої освіти НАПН України. 
З 2000 по 2004 рік — професор, завідувач кафедри педагогіки Київського національного університету ім. Т. Шевченка. Вчене звання професора присвоєно у 2002 році. З 2004 по 2009 рік завідувач кафедри освітньо-виховних систем і технологій Національного педагогічного університету ім. М.П. Драгоманова. Водочас з 2008 по 2009 рік на посаді заступника директора із науково-експериментальної роботи Інституту вищої освіти НАПНУ і вченого секретаря спеціалізованої вченої ради. 
З 2009 року очолює об'єднану кафедру педагогіки і психології вищої школи НПУ ім. Драгоманова, до складу якої в 2019 році було введено кафедру педагогічної творчості, а з 2021 року — кафедру теорії та історії педагогіки. З 2021 року — завідувач реформованого підрозділу, якому надано назву «кафедра педагогіки». Викладає на чотирьох факультетах НПУ.

## Наукова робота
Розробляє систему багаторівневої професійно-педагогічної підготовки фахівців у сучасних ЗВО та вивчає історію її становлення у вищій школі України 19–20 сторіч.
Голова Історико-педагогічної Асоціації НПУ імені М.П. Драгоманова (з 2006 року). Ініціатор-засновник науково-дослідної лабораторії «Тьюторські практики» (2012) та Освітньо-наукового центру «Університет третього віку» (2021). На початок 2022 року мала понад 400 наукових та навчально-методичних публікацій. Головний редактор Наукового часопису для молодих учених «Історикопедагогічні студії», член редакційних колегій періодичних видань: «Рідна школа», «Вища освіта України», «Наукові записки Національного педагогічного університету імені М.П. Драгоманова».

### Основні праці
За ЕСУ:
- Загальнопедагогічна підготовка вчителя в Україні (ХІХ — перша третина ХХ ст.). — К., 1998;
- Нова педагогічна свідомість і вітчизняний історико-педагогічний досвід // Педагогіка і психологія. — 2000. — № 2;
- Ретроспектива вищої педагогічної освіти в Україні (ХІХ — поч. ХХ с.). — М., 2002;
- Історія вищої жіночої освіти в Україні: Київський Фребелівський педагогічний інститут (1907–1920). — К., 2005 (співавтор)[1].

## Нагороди та відзнаки
- Почесне звання «Заслужений працівник освіти України» (2016)
- Знак «Відмінник освіти України» (2009)
- Почесна відзнака НАН України «Трудова слава» (2009),
- Почесна грамота Верховної Ради України (2010),
- орден Святої Рівноапостольної княгині Ольги УПЦ (2013),
- Знак «Ушинський К.Д.» НАПН України (2009),
- медаль «Григорій Сковорода» НАПН України (2015),
- медаль «Академік М.Д. Ярмаченко» НАПН України (2018),
- Почесна грамота МОН України (№ 27790),
- Почесні грамоти НАПН України (2006, 2013).
- Подяка Прем'єр-міністра України (2020, № 22066),
- Подяка Київського міського голови (2007),
- Подяки ректора НПУ імені М.П. Драгоманова (2005, 2013).
- Грамоти Інституту вищої освіти НАПН України (2009, 2016).
- Медалі «М.П. Драгоманов», «Драгоманівська родина» (2012, 2013).
- Дипломи НПУ імені М.П. Драгоманова «Кращий професор» (2014, ІІІ ст.), «Кращий професор» (2017, ІІ ст.), «Кращий викладач» (2019, І ст.).[2]